# جنی بارتز
جنی بارتز (به انگلیسی: Jenny Bartz) (زادهٔ ۲۳ ژوئیهٔ ۱۹۵۵) شناگر اهل ایالات متحده آمریکا است.